# Demodes albomaculata
Demodes albomaculata là một loài bọ cánh cứng trong họ Cerambycidae.